# Carne Arouquesa
O Carne Arouquesa DOP, alimento obtida de bovino da raça Arouquesa (derivado do concelho de Arouca); é um produto de origem portuguesa com Denominação de Origem Protegida pela União Europeia (UE) desde 21 de junho de 1996.

## Agrupamento gestor
O agrupamento gestor da denominação de origem protegida "Carne Arouquesa" é a ANCRA - Associação Nacional dos Criadores da Raça Arouquesa, sediado em Cinfães, embora a raça tenha o seu centro em Arouca. 

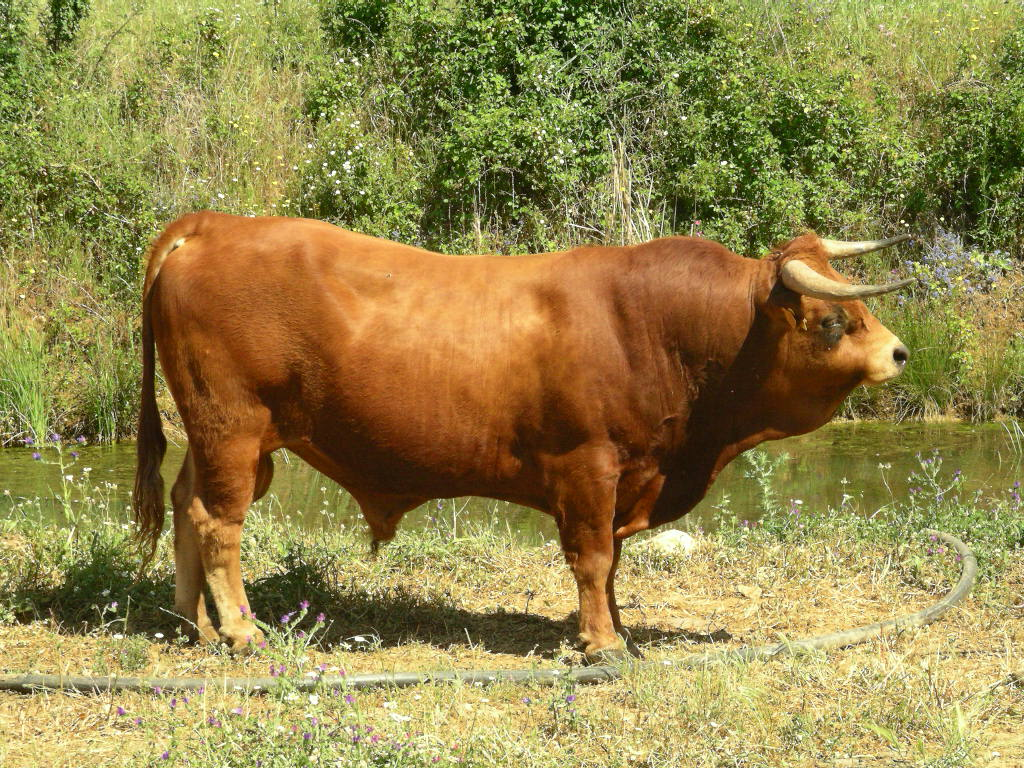
Exemplar de Raça Bovina Arouquesa

Arouca possui uma confraria gastronómica da Raça Arouquesa (raça bovina), que promove a carne desta raça autóctone de bovinos, onde se confeccionam pratos de grande qualidade de Carne Arouquesa , nomeadamente a vitela assada no forno, os famosos bifes de Alvarenga, a posta arouquesa, os medalhões e a espetada de vitela arouquesa, a vitela arouquesa na púcara e as costeletas de vitela arouquesa grelhada. O sucesso da Carne Arouquesa (que é muito apreciada e que mobiliza, de modo permanente, a visita gastronómica de muitos forasteiros ao concelho de Arouca) deve-se, para além da qualidade das receitas (que são muito simples e frugais), sobretudo à própria qualidade da textura orgânica desta raça autóctone de bovinos muita antiga, que se alimentam à base de produtos naturais. 